# Andy Fraser

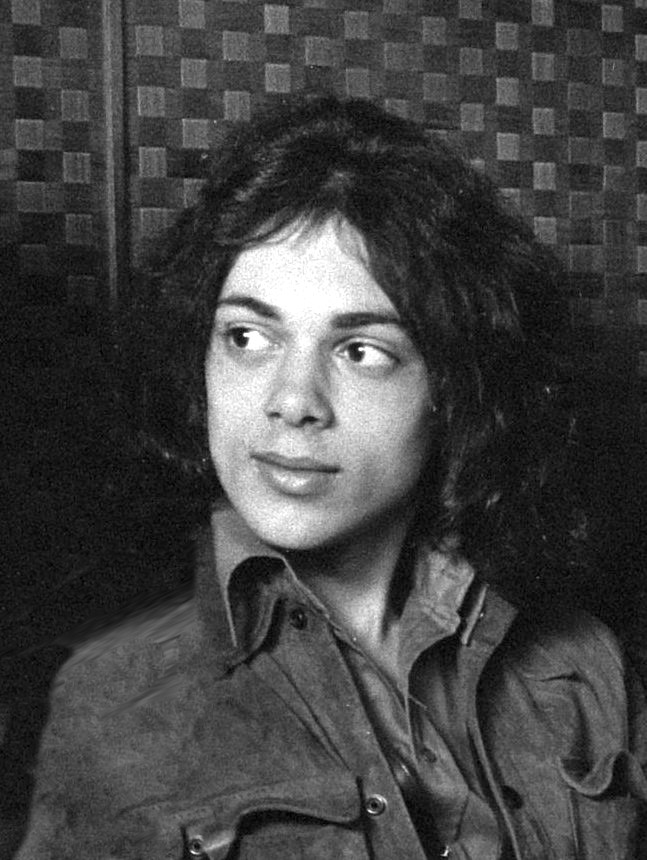
Andy Fraser (1970)

Andy Fraser, född 3 juli 1952 i Paddington, London, död 16 mars 2015 i Temecula, Kalifornien, USA, var en brittisk basist och låtskrivare. Som 15-åring var han med och bildade rockgruppen Free. Tillsammans med Paul Rodgers skrev han gruppens största hitsingel "All Right Now". Han skrev även många andra låtar till gruppen. Fraser lämnade Free 1972. Han skrev även låten "Every Kinda People" som Robert Palmer fick en hit med 1978.